# Біота (Сарагоса)
Біота (ісп. Biota) — муніципалітет в Іспанії, у складі автономної спільноти Арагон, у провінції Сарагоса. Населення — 1115 осіб (2010).
Муніципалітет розташований на відстані близько 290 км на північний схід від Мадрида, 75 км на північ від Сарагоси.
На території муніципалітету розташовані такі населені пункти: (дані про населення за 2010 рік)
- Біота: 1093 особи
- Мальпіка-де-Арба: 22 особи

## Демографія
Динаміка населення (INE ):